# Hans Tappenbeck

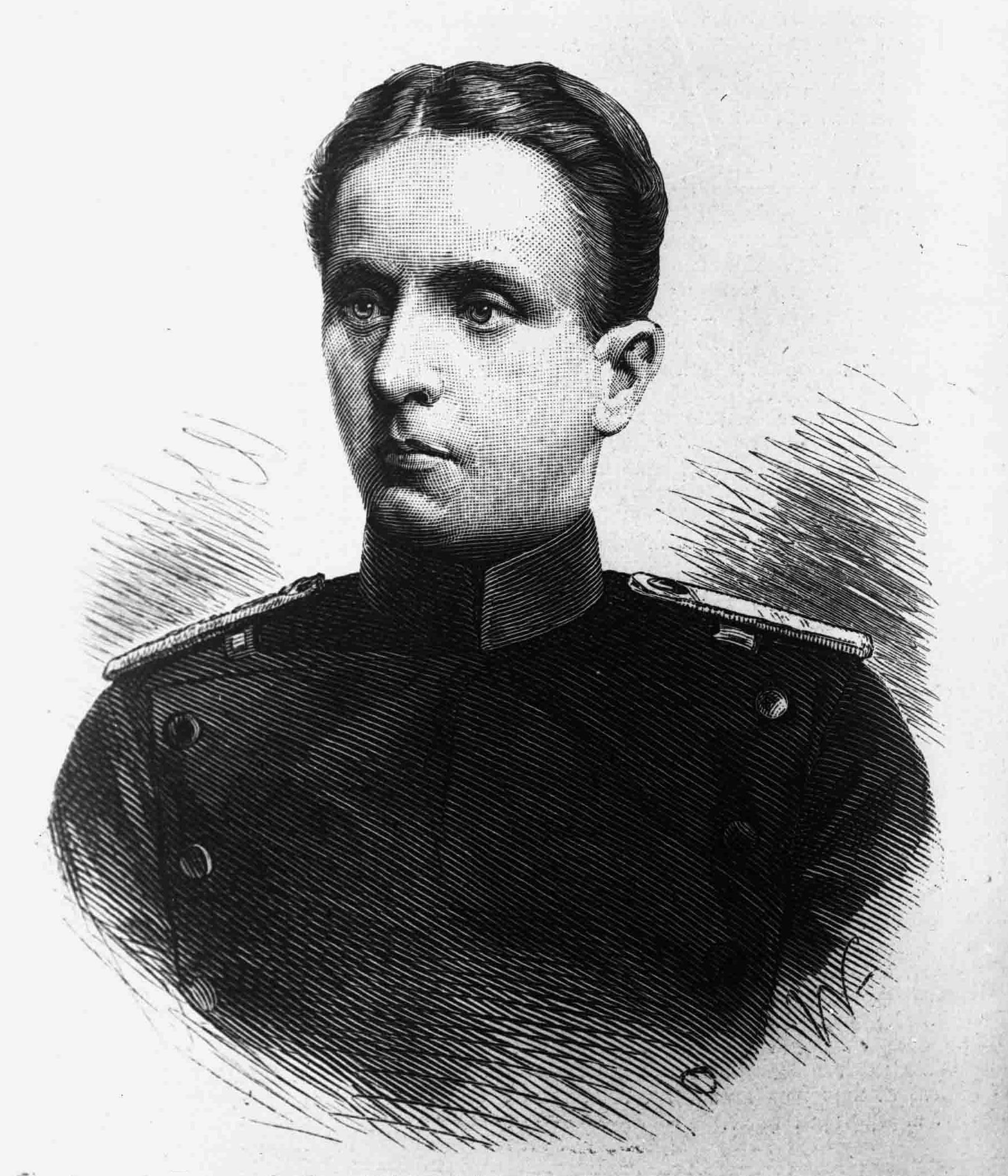
Hans Tappenbeck im Rang eines Leutnants, um 1888

Hans Friedrich Tappenbeck (* 14. Januar 1861 in Wolsier, Westhavelland; † 26. Juli 1889 in Duala) war ein deutscher Offizier und Afrikaforscher.

## Leben
Tappenbeck wurde als Sohn eines Domänenpächters und Oberamtmanns geboren. Er besuchte das Louisenstädtische Gymnasium in Berlin und die Kadettenanstalt in Kulm. Anschließend wurde er als Portepeefähnrich dem 4. Westfälischen Infanterie-Regiment Nr. 17 der Preußischen Armee überwiesen und avancierte 1880 zum Sekondeleutnant.
Zwischen 1884 und 1886 war Tappenbeck zu Forschungsreisen im Kongogebiet. 1887 wurde er gemeinsam mit Richard Kund mit der Erforschung des Hinterlandes von Kamerun beauftragt. Sein erster Vorstoß erfolgte im November 1887 über Bipindi zum Nyong und bis über den Sanaga. Militärische Bedeutung hatte vor allem die gewaltsame Erstürmung des Vute-Subzentrums Wataré.
Bei einer zweiten Expedition gründete er zusammen mit Kund im Gebiet der Ewondo die Station Jaunde, aus der die heutige Hauptstadt Kameruns, Yaoundé hervorging. Sie diente in erster Linie der wissenschaftlichen Forschung, der Erkundung von Flora und Fauna im Sinne einer wirtschaftlichen Nutzbarmachung, und als Basis für weitere geographische Erkundungszüge. So stieß Tappenbeck von hier aus als erster Europäer bis zur Residenz des Ngrang Gomtsé in Ndumba vor, der damals einflussreichsten Herrschaft der Vute. Mit der Gründung von Jaunde, das er – entgegen den Anweisungen, die er vom Auswärtigen Amt erhalten hatte – deutlich weiter als geplant nach Zentralkamerun vorschob, bereitete er gewissermaßen die effektive Okkupation des Hinterlandes vor.
Auf dem Rückmarsch zur Küste erlag Tappenbeck einer Malaria-Erkrankung.